# Henryk Sienkiewicz
Henryk Adam Aleksander Pius Sienkiewicz (født 5. maj 1846, død 15. november 1916) var en polsk forfatter.
Sienkiewicz fik sine historiske romaner trykt som føljetoner i aviser og var meget populær i det 19. århundrede. Han læses stadig, og hans prosa vurderes meget højt. Hans roman Quo vadis? blev oversat til mere end 40 sprog og filmatiseret flere gange. Også andre romaner blev filmatiseret.
I 1905 fik Sienkiewicz nobelprisen i litteratur.

## De vigtigste bøger
- Trilogien
  - Ogniem i mieczem (1884) ("Med Ild og Sværd")
  - Potop (1886)
  - Pan Wołodyjowski (1888)
- Krzyżacy (1900)
- Quo vadis? (1895)
- W pustyni i w puszczy (1912)
- Rodzina Połanieckich (1894) ("Familien Polaniecki")
- Bez dogmatu (1891)
- noveller